# Erythroxylum laetevirens
Erythroxylum laetevirens är en tvåhjärtbladig växtart som beskrevs av Otto Eugen Schulz. Erythroxylum laetevirens ingår i släktet Erythroxylum och familjen Erythroxylaceae. Inga underarter finns listade i Catalogue of Life.